# Dani Gambino
Dani Gambino (Īrakleio, 1991) è un rapper greco.

## Biografia
Nato e cresciuto ad Īrakleio, inizia a rappare nel 2009 sotto lo pseudonimo di Dak, pubblicando, nel 2014, il demo Anichneusī. Dopo una pausa di alcuni anni, ritorna nel 2018 pubblicando i primi singoli come Dani Gambino. Il 26 febbraio 2021 pubblica il suo primo album in studio, Tsigara sta Valkania, seguito due anni dopo da Epikindynoi polites.
Nel 2024 è la volta dell'EP The Deal con i rapper Bloody Hawk e Wang, mentre il 6 marzo 2025 esce il terzo album Klīnoromoi tou tipota.

## Stile musicale
Caratterizzate da sonorità hip hop crude e taglienti, le canzoni di Gambino affrontano argomenti che spaziano dall'amore alla denuncia sociale verso le violenze delle forze dell'ordine e al carcere.

## Discografia

### Album in studio
- 2021 – Tsigara sta Valkania
- 2023 – Epikindynoi polites
- 2025 – Klīnoromoi tou tipota

### EP
- 2024 – The Deal (con Bloody Hawk e Wang)
- 2025 – Ta lathos paidia